# Geode (mikroprocesszor)

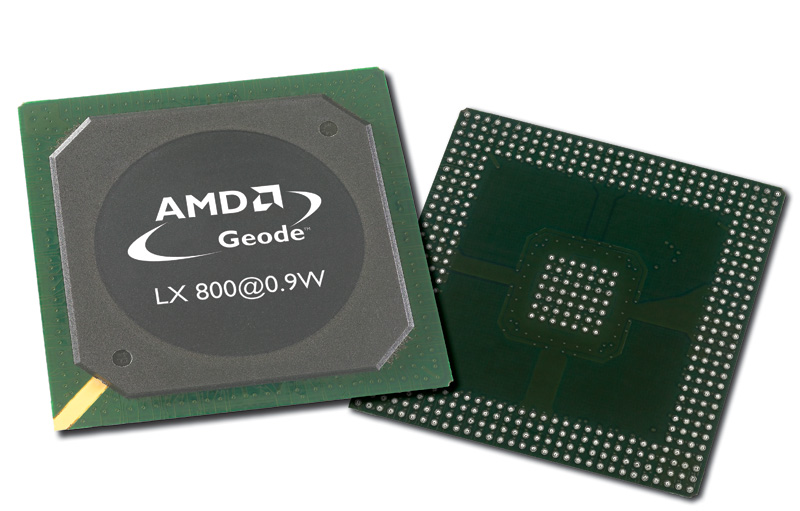
AMD Geode LX 800 (500MHz, 0,9W) processzor

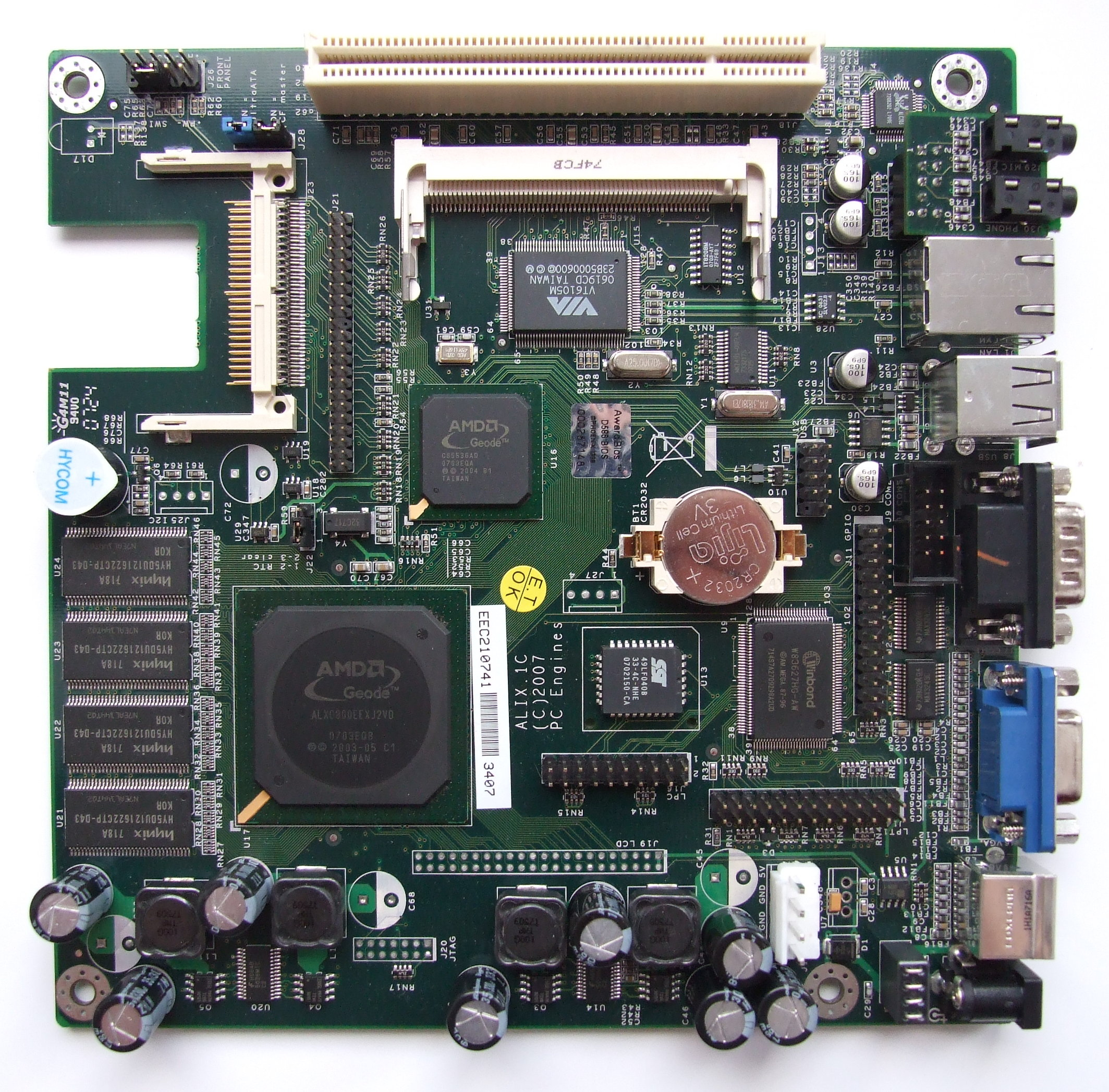
Alix.1C Mini-ITX beágyazott kártya AMD Geode LX 800 processzorral, Compact Flash, miniPCI és PCI csatlakozókkal, 44 csatlakozós IDE interfésszel, 256 MiB RAM-mal

A Geode az AMD egy x86-kompatibilis mikroprocesszor-sorozata, amelyet egylapkás rendszerekben (SoC) és be-/kimeneti kiegészítőkkel együtt forgalmaznak. A Geode processzorokat elsősorban a beágyazott számítástechnikai rendszerek körében használják fel.
A sorozatot eredetileg a National Semiconductor indította útjára 1999-ben. Az eredeti Geode processzormag a Cyrix MediaGX platformjából származik, amelyet a National megszerzett a Cyrix-szel való fúzió során 1997-ben. Az AMD 2003 augusztusában megvette a National-tól a Geode üzletágat, hogy ezzel erősítse a meglévő beágyazott x86 processzor termékvonalát. Az AMD a Geode sorozatot két processzor-osztályra terjesztette ki: ezek a MediaGX-ből származó GX és LX, valamint a modern Athlon processzorvonalból származtatott Geode NX.
A Geode processzorok az alacsony ár mellett az alacsony energiafogyasztásra vannak optimalizálva, miközben megtartják a kompatibilitást az x86 platformra írt szoftverekkel. A MediaGX-ből származó processzorokból hiányoznak olyan modern jellemzők, mint a SSE és a nagy, lapkára integrált első szintű (L1) gyorsítótár, de ezeket már tartalmazza az újabb Athlon-ból származó Geode NX csoport. A Geode processzorok szorosan integrálnak néhány olyan funkcionalitást, amelyeket rendes esetben külön csipkészlet biztosít, mint pl. a northbridge. A processzorcsalád leginkább vékony kliensekben, set top boxokban és beágyazott rendszerekben való felhasználásra alkalmas, megtalálható azonban szokatlan alkalmazásokban is, mint amilyen a Nao robot és a Win Enterprise IP-PBX.
A One Laptop per Child (minden gyereknek laptop) projektben GX sorozatú Geode processzorokat alkalmaztak az OLPC XO-1 prototípusokban, de később áttértek a Geode LX-re és ezzel került sorozatgyártásba. A Linutop (újramárkázott Artec ThinCan DBE61C vagy újramárkázott FIC ION603A) szintén Geode LX-en alapul. A 3Com Audrey mára megszűnt internetes eszközt 200 MHz-es Geode GX1 hajtotta.
A Geode eszközök SCXX5XX sorozata egy egycsipes változat, amely a SiS 552, VIA CoreFusion vagy az Intel Tolapai rendszereihez hasonlítható, amelyek egyetlen csomagba integrálják a CPU-t, memóriavezérlőt, a grafikai és I/O eszközöket. Ilyen processzorokat tartalmazó egyprocesszoros kártyákat gyártanak pl. a Artec Group, PC Engines (WRAP), Soekris és Win Enterprises cégek.

## National Semiconductor Geode

### Geode GXm
Cyrix MediaGXm klón. A CPUID utasítás "CyrixInstead" stringet ad vissza.
- MediaGX-ből származtatott mag
- 0,35 µm-es négy fémrétegű CMOS
- MMX utasításkészlet
- 3,3 V I/O, 2,9 V mag
- 16 KiB visszaíró egyesített L1 gyorsítótár
- PCI vezérlő
- 64 bites SDRAM memória
- CS5530 kísérő csip (hang- és videofunkciókat implementál)
- VSA architektúra
- 1280×1024×8 vagy 1024×768×16 kijelző

### Geode GXLV
- MediaGX-ből származtatott mag
- 0,25 µm-es négy fémrétegű CMOS
- 3,3 V I/O
- 2,2 V, 2,5 V, 2,9 V mag

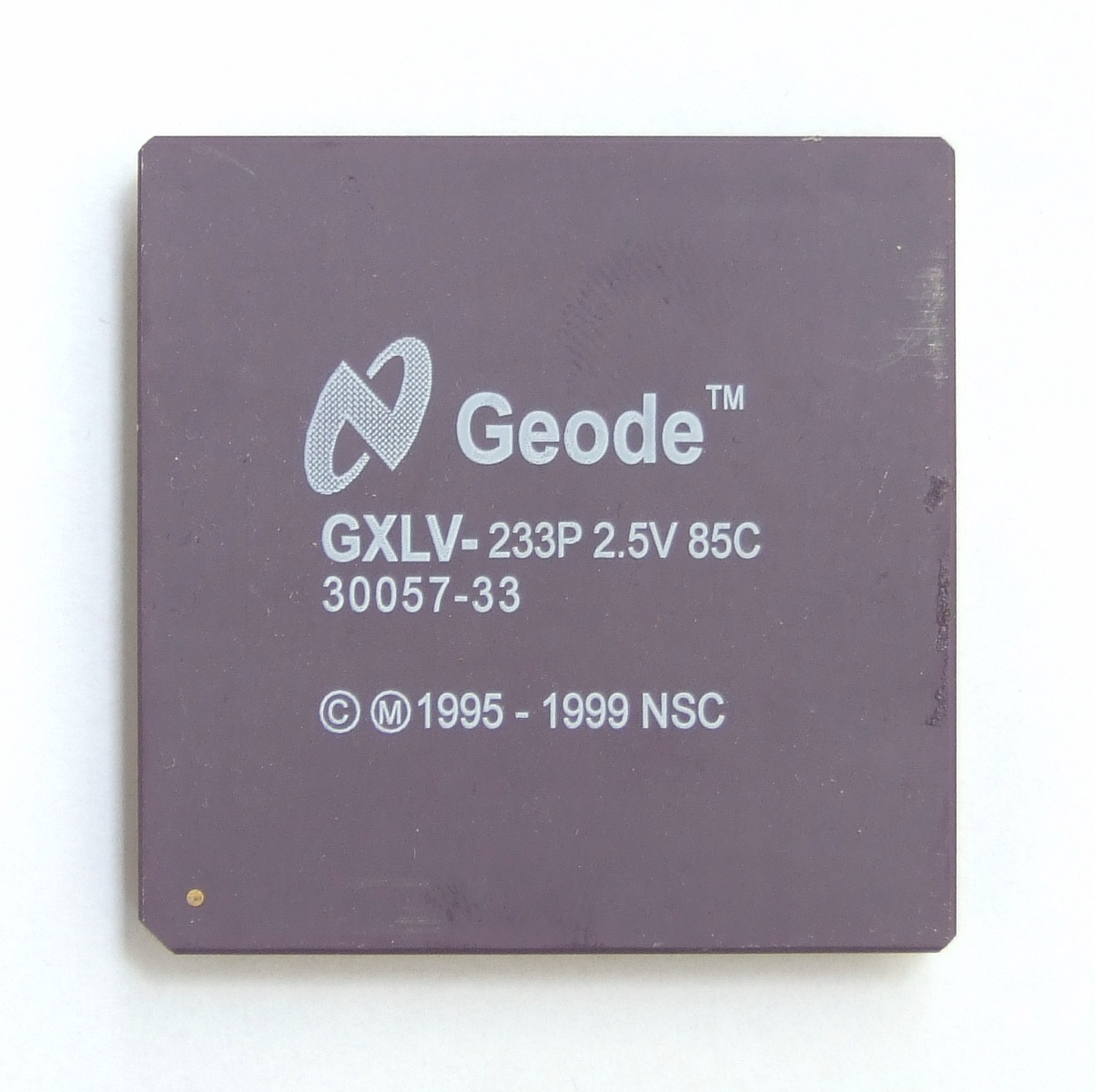
Geode GXLV

- 16 KiB visszaíró egyesített L1 gyorsítótár
- Teljesen statikus kialakítás
- 1.0 W @2,2 V/166 MHz, 2.5 W @2,9 V/266 MHz

### Geode GX1

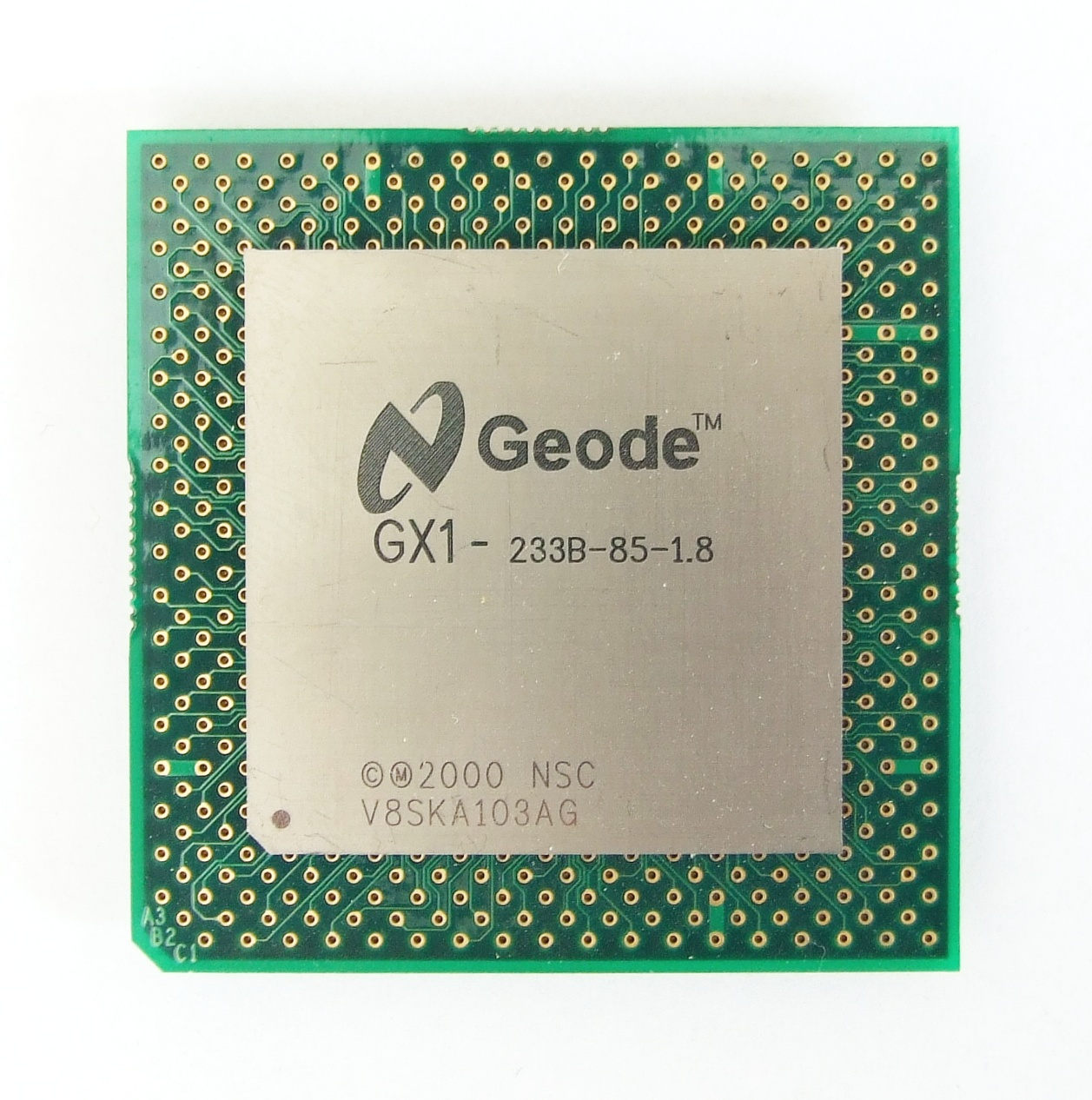
National Semiconductor Geode GX1, 233 MHz

- MediaGX-ből származtatott mag
- 0,18 µm-es CMOS
- 200–333 MHz
- 1,6–2,2 V mag
- 16 KiB L1 gyorsítótár
- 0,8 W–1,2 W tipikus fogyasztás
- SDRAM memória 111 MHz
- CS5530A kísérő csip
- 85 Hz VGA frissítési frekvencia

A National Semiconductor/AMD SC1100 egycsipes informatikai appliance egy Cyrix GX1 magot és CS5530 támogató csipet tartalmaz.

### Geode GX2
A National Semiconductor Corporation mutatta be 2001 októberében a Mikroprocesszor Fórumon. Első bemutatása a tajvani COMPUTEX-en volt 2002 júniusában.
- 0,15 µm-es process technológia
- MMX és 3DNow! utasításkészlet
- 16 kB-os utasítás- és 16 kB adat-gyorsítótár
- GeodeLink architektúra, 6 GB/s lapkára integrált sávszélesség, max. 2 GB/s memória sávszélesség
- Integrált 64 bites PC133 SDRAM és DDR266 vezérlő
- Órajelfrekvencia: 266, 333 és 400 MHz
- 3 PCI mastert támogat
- 1600×1200 24 bites kijelző videó skálázással
- Több CRT DAC és egy UMA DSTN/TFT vezérlő
- Geode CS5535 kísérő csip

## AMD Geode
2002-ben az AMD bevezette a Geode GX sorozatot, amely a National Semiconductor GX2 átnevezett (újramárkázott) változata. Ezt hamarosan követte a Geode LX, amely max. 667 MHz órajelen futhat. Az LX-ben több javítást vezettek be, ilyen például a magasabb sebességű/gyorsabb DDR, újratervezett utasítás-futószalag és egy hatékonyabb képernyővezérlő A CS5535 I/O társcsipet CS5536-ra cserélték, ami gyorsabb USB-vel jár.
A Geode GX és LX processzorok tipikusan vékony kliensekben és ipari vezérlőrendszerekben találhatók. Ezen a területen konkurensei a VIA processzorok az x86 architektúra terén, valamint az ARM és XScale, amelyek az alsókategóriás/belépő szintű üzletág egyre nagyobb szeletét foglalják el.
A GX és LX mag kialakítások relatív teljesítménye és kissé magas fajlagos fogyasztása (PPW) miatt az AMD bevezette a Geode NX sorozatot, ami az igen sikeres Athlon processzor, a K7-es beágyazott verziója. A Geode NX a Thoroughbred magot használja és eléggé hasonlít az Athlon XP-M-re, amibe szintén ez a mag került. A Geode NX 256 KiB második szintű gyorsítótárat is magában foglal, és hűtés nélkül akár 1 GHz órajelen is futhat a NX1500@6W jelű verziója. Az NX2001 egység 1,8 GHz-en fut, az NX1750 1,4 GHz-en fut, és az NX1250 667 MHz-en fut.
A Geode NX erős FPU-jával különösen jól alkalmazható a magasabb grafikai teljesítmény követelményeket támasztó beágyazott eszközökben, például információs kioszkok, kaszinó- vagy videó-játékgépekben.
Érdekes, hogy egyes hírek szerint a Geode processzorok dedikált fejlesztőcsapatát megszüntették és ennek 75 alkalmazottját áthelyezték Longmont, Colorado városából a coloradói Fort Collinsban található újabb fejlesztőlétesítménybe. A Geode tervezőközpont bezárása talán azt jelzi, hogy a Geode processzorvonal ettől kezdve kevesebb fejlesztést és korszerűsítést kap.
2009-ben az AMD közleményeiből kiderült, hogy a cég a jövőben nem tervez további korszerűsítést a processzorok mikroarchitektúrájában és hogy nem lesz folytatás; azonban a processzorok a Geode LX tervezett rendelkezésre állási ideje alatt továbbra is kaphatók lesznek, 2015 végéig.

### Geode GX
1. Geode GX 466@0.9 W: órajelfrekvencia: 333 MHz
2. Geode GX 500@1.0 W: órajelfrekvencia: 366 MHz
3. Geode GX 533@1.1 W: órajelfrekvencia: 400 MHz

### Geode LX

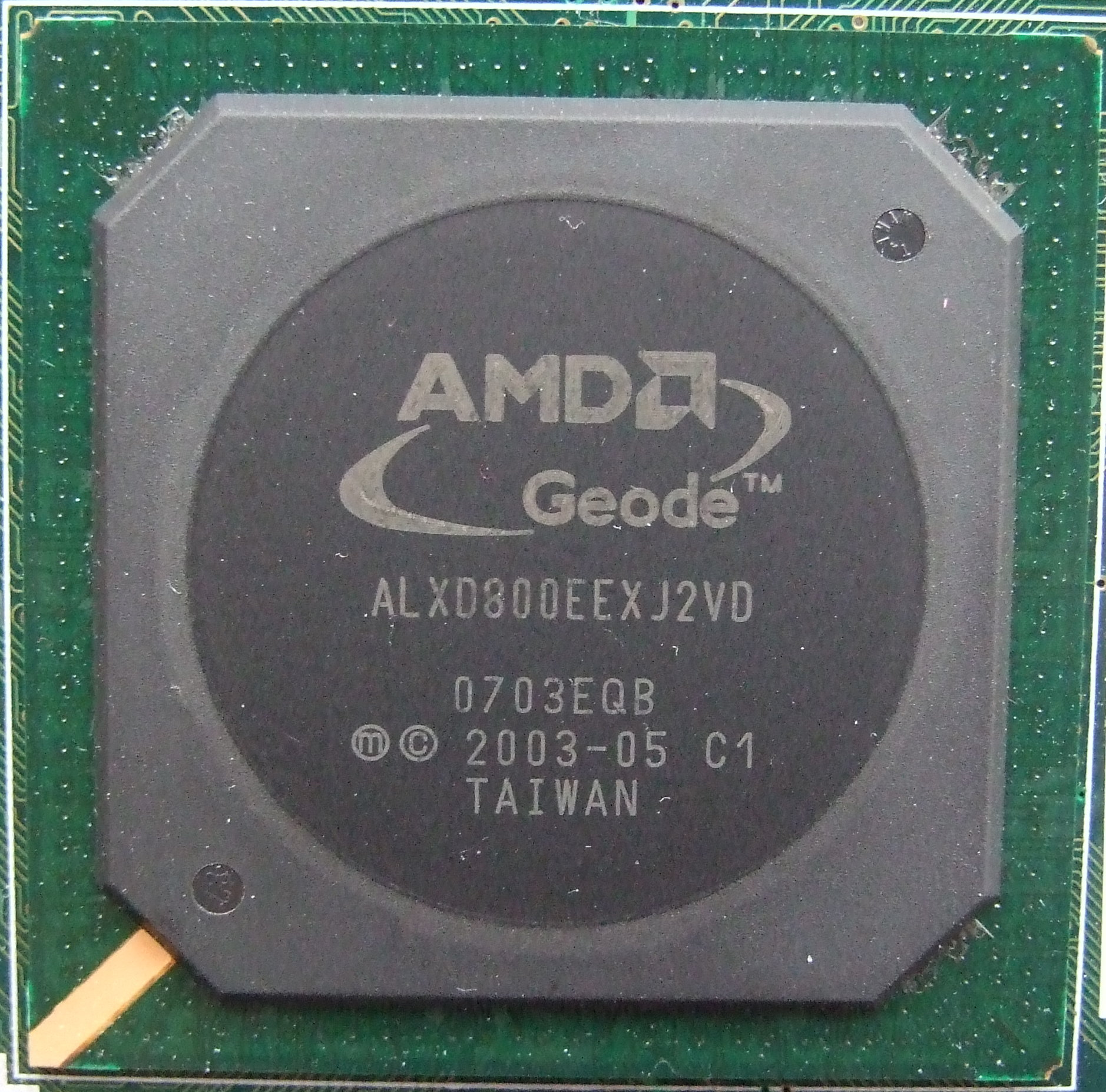
AMD Geode LX 800 (500MHz) CPU.

1. LX 600@0.7 W: órajelfrekvencia: 366 MHz, energiafogyasztás: 1,2 watt. (TDP 2.8 W)
2. LX 700@0.8 W: órajelfrekvencia: 433 MHz, energiafogyasztás: 1,3 watt. (TDP 3.1 W)
3. LX 800@0.9 W: órajelfrekvencia: 500 MHz, energiafogyasztás: 1,8 watt. (TDP 3.6 W)
4. LX 900@1.5 W: órajelfrekvencia: 600 MHz, energiafogyasztás: 2,6 watt. (TDP 5.1 W)

Jellemzők:
- Alacsony fogyasztás
- Teljes x86 kompatibilitás.
- A processzor funkcionális egységei:
  - CPU mag
  - GeodeLink Control Processor
  - GeodeLink interfész egységek
  - GeodeLink memóriavezérlő
  - Graphikai processzor
  - Kijelzővezérlő (Display Controller)
  - Videóprocesszor
  - Videó bemeneti port
  - GeodeLink PCI híd
  - Biztonsági Blokk
    - 128 bites Advanced Encryption Standard (AES) – (CBC/ECB)
    - Valódi véletlenszám-generátor

Specifikáció:
- Processzor frekvencia max. 600 MHz (LX900), 500 MHz (LX800) és 433 MHz (LX700).
- Power management: ACPI, lower power, ébresztés SMI/INTR szignálra
- 64 KiB utasítás / 64 KiB adat L1 gyorsítótár és 128 KiB L2 gyorsítótár
- Elkülönített utasítás/adat gyorsítótár/TLB
- DDR memória 400 MHz (LX 800), 333 MHz (LX 700)
- Integrált FPU MMX és 3DNow! utasításkészlettel
- 9 GB/s belső GeodeLink Interface Unit (GLIU)
- Szimultán, nagyfelbontású CRT és TFT (magas és szabványos felbontás), VESA 1.1 és 2.0 VIP/VDA támogatása
- 0,13 µm-es gyártási eljárás
- 481 csatlakozós PBGA (Plastic Ball grid array)
- GeodeLink aktív hardveres energiagazdálkodás
- Kompatibilis a Socket 7 alaplapokkal

### Geode NX

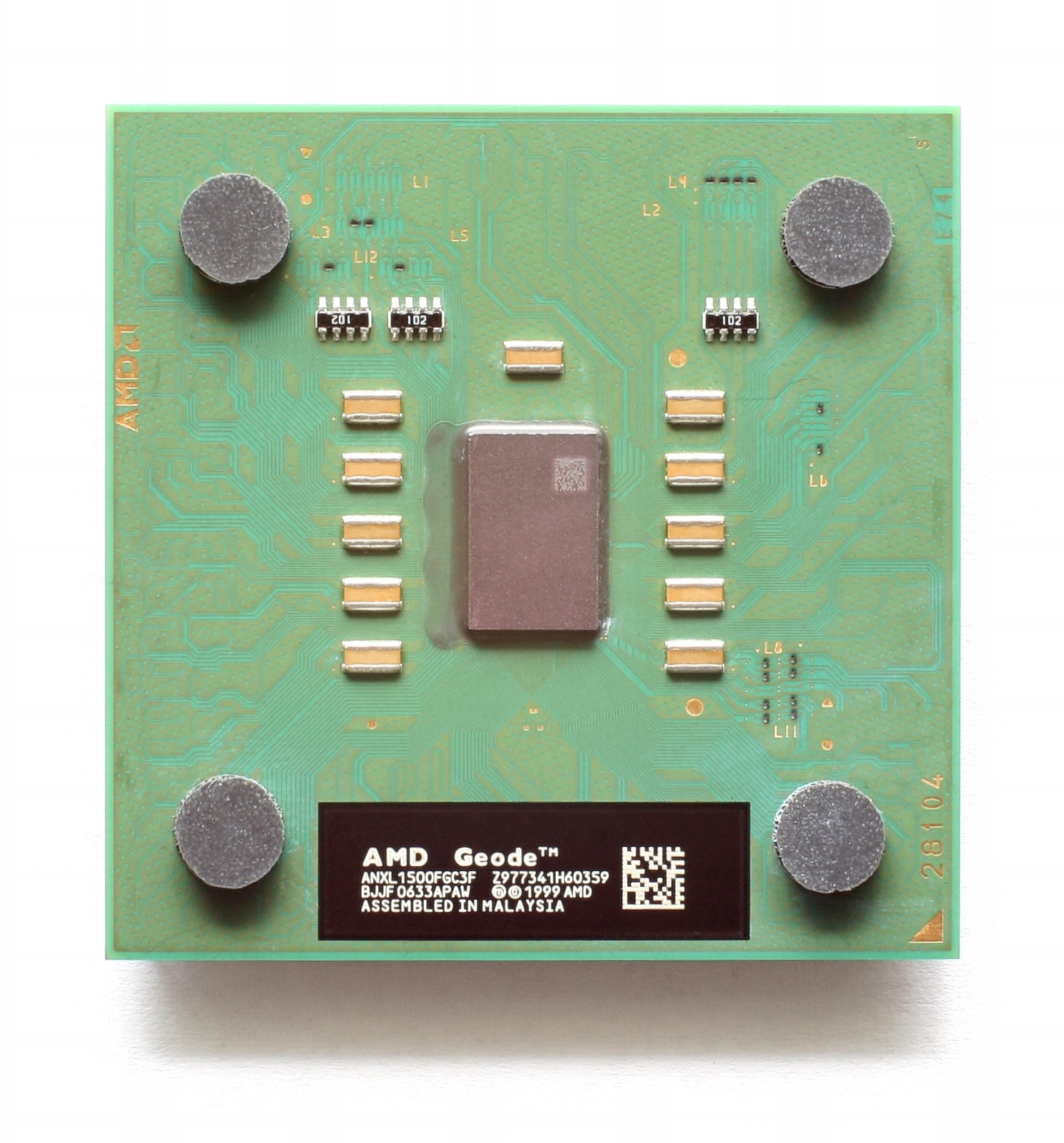
AMD Geode NX 1500.

1. NX 1250@6W: órajel: 667 MHz, átlagos energiafogyasztás 6 W, TDP 9 W, mag működési feszültség 1,0 V
2. NX 1500@6W: órajel: 1 GHz, átlagos energiafogyasztás 6 W, TDP 9 W, mag működési feszültség 1,1 v
3. NX 1750@14W: órajel: 1,4 GHz, átlagos energiafogyasztás 14 W, TDP 25 W, mag működési feszültség 1,25 V: ANXS1750FXC3M

Jellemzők:
- 7. generációs mag, a Mobile Athlon XP-M magon alapul
- Power management: AMD PowerNow!, ACPI 1.0b és ACPI 2.0.
- 128 KiB L1 gyorsítótár.
- 256 KiB L2 gyorsítótár hardveres adat-előbetöltéssel (prefetch)
- 133 MHz Front Side Bus (FSB)
- 3DNow!, MMX és SSE utasításkészlet
- 0,13 µm-es (130 nm) gyártási eljárás
- Pin kompatibilitás az NX család összes processzorával
- Operációsrendszer-támogatás: Linux, Windows CE, MS Windows XP.
- Kompatibilis a Socket A alaplapokkal

#### Geode NX 2001

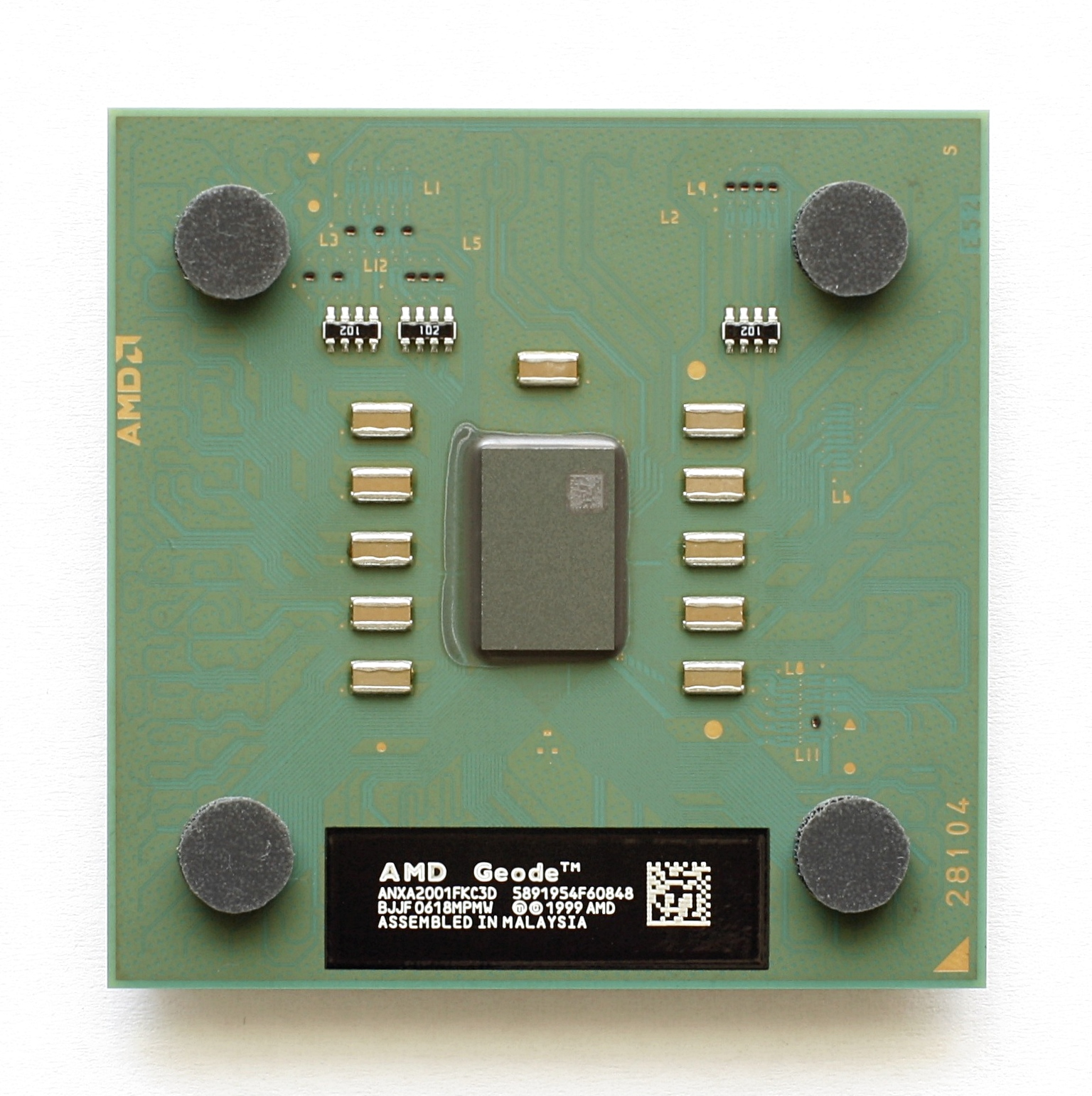
Geode NX 2001.

2007-ben a kereskedelemben megjelent egy Geode NX 2001 jelű modell amely valójában egy átcímkézett Athlon XP 2200+ Thoroughbred. Az AANXA2001FKC3G vagy ANXA2001FKC3D cikkszámú processzorok jellemzői az 1,8 GHz órajelfrekvencia és az 1,65 voltos működési magfeszültség. Az energiafogyasztás 62,8 watt. Erre a processzorra nincs hivatalos referencia, csak annyi, hogy „különleges ügyfeleknek szállítják”, bár az tisztán látszik, hogy ezek nem tartoznak a Geode NX CPU-k közé, a közös jellemző csak a Socket A foglalat.

## Csipkészletek a Geode processzorokhoz
1. NSC Geode CS5530A Southbridge a Geode GX1-hez,
2. NSC/AMD Geode CS5535 Southbridge a Geode GX(2) és Geode LX (USB 1.1) típusokhoz. Négy USB portot integrál, egy ATA-66 UDMA vezérlőt, egy infravörös kommunikációs portot, egy AC'97 vezérlőt, egy SMBUS vezérlőt, egy LPC portot, valamint GPIO, Power Management és örökölt funkcionális blokkokat tartalmaz.
3. AMD Geode CS5536 Southbridge a Geode GX és Geode LX (USB 2.0) típusokhoz. Fogyasztása 1,9 W (433 MHz) és 2,4 W (500 MHz). Ezt a csipkészletet PowerPC alaplapokon is használják (Amy 05).
4. A Geode NX processzorok „100 százalékosan foglalat- és csipkészlet-kompatibilisak” az AMD Socket A Athlon XP processzorokkal: SIS741CX Northbridge és SIS 964 Southbridge, VIA KM400 Northbridge és VIA VT8235 Southbridge, VIA KM400A Northbridge és VIA VT8237R Southbridge és other Socket A csipkészletek.

## Fordítás
Ez a szócikk részben vagy egészben  a   Geode (processor) című angol Wikipédia-szócikk ezen változatának fordításán alapul.  Az eredeti cikk szerkesztőit annak laptörténete sorolja fel. Ez a jelzés csupán a megfogalmazás eredetét és a szerzői jogokat jelzi, nem szolgál a cikkben szereplő információk forrásmegjelöléseként.

### Linux Geode processzorokon
- Installing Linux on Geode-based Single-Board Computers
- DEvoSL – DSL on Evo T20 HowTo
- Compaq Evo T20 Notes
- Installing Linux onto the IBM Netvista N2200
- Linux on CASIO Cassiopeia Fiva Archiválva 2011. július 22-i dátummal a Wayback Machine-ben
- Linux with Cyrix MediaGXm, NSC/AMD Geode GX Archiválva 2009. november 23-i dátummal a Wayback Machine-ben
- Linux Development on the Pepper Pad 3 Archiválva 2006. december 9-i dátummal a Wayback Machine-ben
- Patching linux with OCF to hook into Geode's AES Security Block
- Pus-pus is a compact Debian-based distribution to run onto the IBM Netvista N2200
- Zeroshell router/firewall appliance Archiválva 2009. június 27-i dátummal a Wayback Machine-ben

### NetBSD Geode processzorokon
- Wasabi Systems Certified NetBSD port and NAS software

## Lásd még
- ALIX
- Cyrix Cx5x86, MediaGX
- Wireless Router Application Platform – WRAP
- 3Com Audrey
- Koolu
- Linutop
- Netbook
- Soekris
- Sony eVilla
- ThinCan
- Virgin Webplayer
- PC/104
- Intel Atom
- VIA Nano